# 圣公会诸圣堂 (芝加哥)
圣公会诸圣堂（All Saints Episcopal Church）是一座美国圣公会教堂，位于美国芝加哥North Hermitage Avenue4550号。它建于1883年，1982年被列为芝加哥地标